# Neoneura anaclara
Neoneura anaclara – gatunek ważki z rodziny łątkowatych (Coenagrionidae).